# 임자 대둔산성
임자 대둔산성은 전라남도 신안군 임자면에 있다. 2000년 1월 31일 신안군의 향토유적 제10호로 지정되었다.

## 개요
1711년에 설치된 임자진과 관련된 산성으로 추정된다